# Edwige-Élisabeth-Amélie de Neubourg
Edwige Elisabeth de Neubourg (Hedwig Elisabeth Amelia ; 18 juillet 1673 - 10 août 1722) est une fille de Philippe-Guillaume de Neubourg, et de son épouse la landgravine Élisabeth-Amélie de Hesse-Darmstadt.
Elle est la grand mère de Charles Édouard Stuart, prétendant à la couronne d'Angleterre.

## Biographie
Née à Düsseldorf, elle est la quinzième de dix-sept enfants. Parmi ses sœurs Éléonore de Neubourg (impératrice d'Autriche) et de Marie-Anne de Neubourg, reine consort d'Espagne.
Ses neveux sont Charles VII (empereur des Romains) et Clément-Auguste de Bavière, archevêque de Cologne et Jean V (roi de Portugal) et de son épouse Marie-Anne d'Autriche (1683-1754) (fille de l'impératrice Éléonore de Neubourg).
Elle épouse Jacques Louis Henri Sobieski, fils du Roi Jean III Sobieski, le 8 février 1691.

## Descendance
Six enfants naissent de cette union :
- Marie-Léopoldine Sobieska (1693-1693)
- Marie-Casimire Sobieska (1695-1723)
- Marie-Charlotte Sobieska (1697-1740), épouse en 1724 de Charles-Godefroy de La Tour d'Auvergne dont Marie-Louise de La Tour d'Auvergne.
- Jean Sobieski (1699-1700)
- Marie-Clémentine Sobieska (1702-1735), épouse en 1719 de Jacques François Stuart.
- Marie-Madeleine Sobieska (1704)